# Emilio Bergamin
Emilio Bergamin (* 1937 in Asolo) ist ein italienischer Designer von Essgeschirr aus Porzellan und Gründer der Geschirrmarke Taitù.

## Leben und Werk
Bergamin studierte an der Technischen Hochschule Istituto Tecnico Jacopo Riccati in Treviso und bis 1955 Wirtschaftswissenschaft an der Katholischen Universität vom Heiligen Herzen (Università Cattolica del Sacro Cuore) in Mailand. Von 1958 bis 1960 war er bei der Bank Mediocredito in Mailand tätig und zwischendurch kurzzeitig bei Tiffany und Bloomingdale’s angestellt.
1960 eröffnete Bergamin ein Ladengeschäft in der Via Bigli in Mailand, in dem er Kunstartikel und Accessoires für die Tischkultur im  gehobenen Preissegment anbot. Er nannte sein Geschäft Taitù, nach der von 1889 bis 1913 amtierenden Kaiserin von Äthiopien Taytu Betul. Die Eröffnung war ein vielbeachtetes gesellschaftliches Ereignis, dem Personen des öffentlichen Lebens und Journalisten großes Interesse entgegenbrachten. Bald eröffnete Bergamin ein weiteres Geschäft in Rom.
Stanley Marcus von der US-amerikanischen Nobelkaufhauskette Neiman Marcus in Dallas hatte sich von der Atmosphäre des Mailänder Ladenlokals beeindruckt gezeigt und anlässlich einer italienischen Ausstellung in Dallas dort eine originalgetreue Kopie des Geschäftes Bergamins aufbauen lassen. Zu den Gästen des Events gehörten Sophia Loren, Susanna Agnelli, Salvatore Ferragamo und Valentino Garavani, was dazu beitrug, dass der Markenname Taitù in den Vereinigten Staaten Bekanntheit erlangte.
Marcus, der Bergamin ein Mentor war, riet ihm, sich mit seinen Designvorhaben auf eine Sparte zu spezialisieren. Bergamin nahm daraufhin die breit gefächerte Produktpalette bei Neiman Marcus in Augenschein. Bei seinem Besuch in der Abteilung für Tischkultur fiel ihm auf, dass im Gegensatz zu den Produkten anderer Abteilungen, die schnellen Veränderungen unterlagen, das Geschirrdesign nach wie vor im klassisch-traditionellen Old-England-Stil verharrt geblieben war. Auf Marcus’ Anraten hin reiste Bergamin zu europäischen Porzellanmanufakturen, u. a. im französischen Limoges, denen er seine Pläne zur Neugestaltung des Erscheinungsbildes von modernem Geschirr erläuterte, womit er jedoch dort auf Ablehnung stieß. Marcus schlug ihm darauf vor, sich mit seinen Plänen an Manufakturen in Japan zu wenden, die Bergamin schließlich als Partner für die Produktion seiner Entwürfe gewinnen konnte. E. Keith Smith († 1990) aus Dallas wurde Bergamins Geschäftspartner.

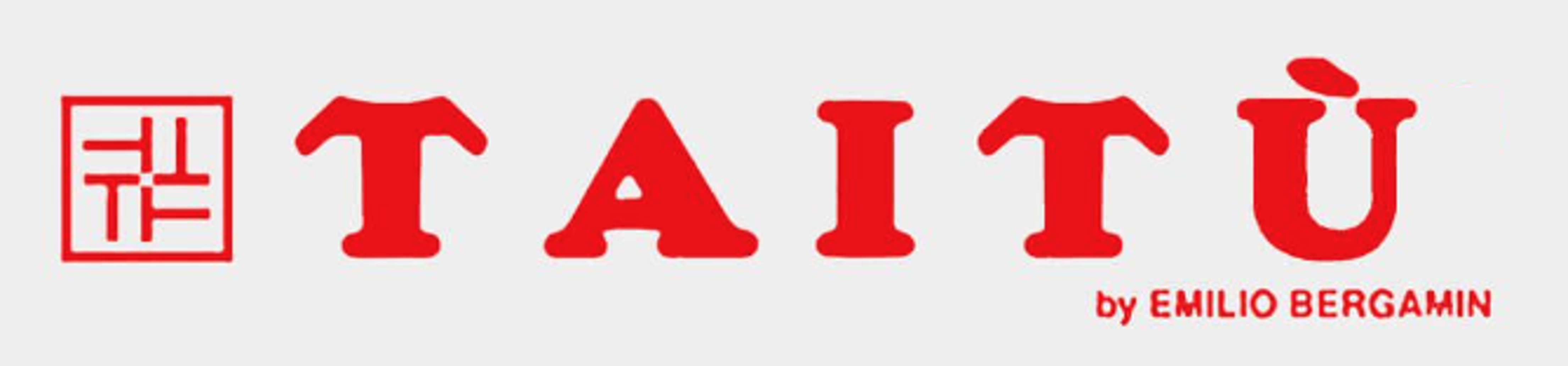
Taitù – Schriftzug und Logo

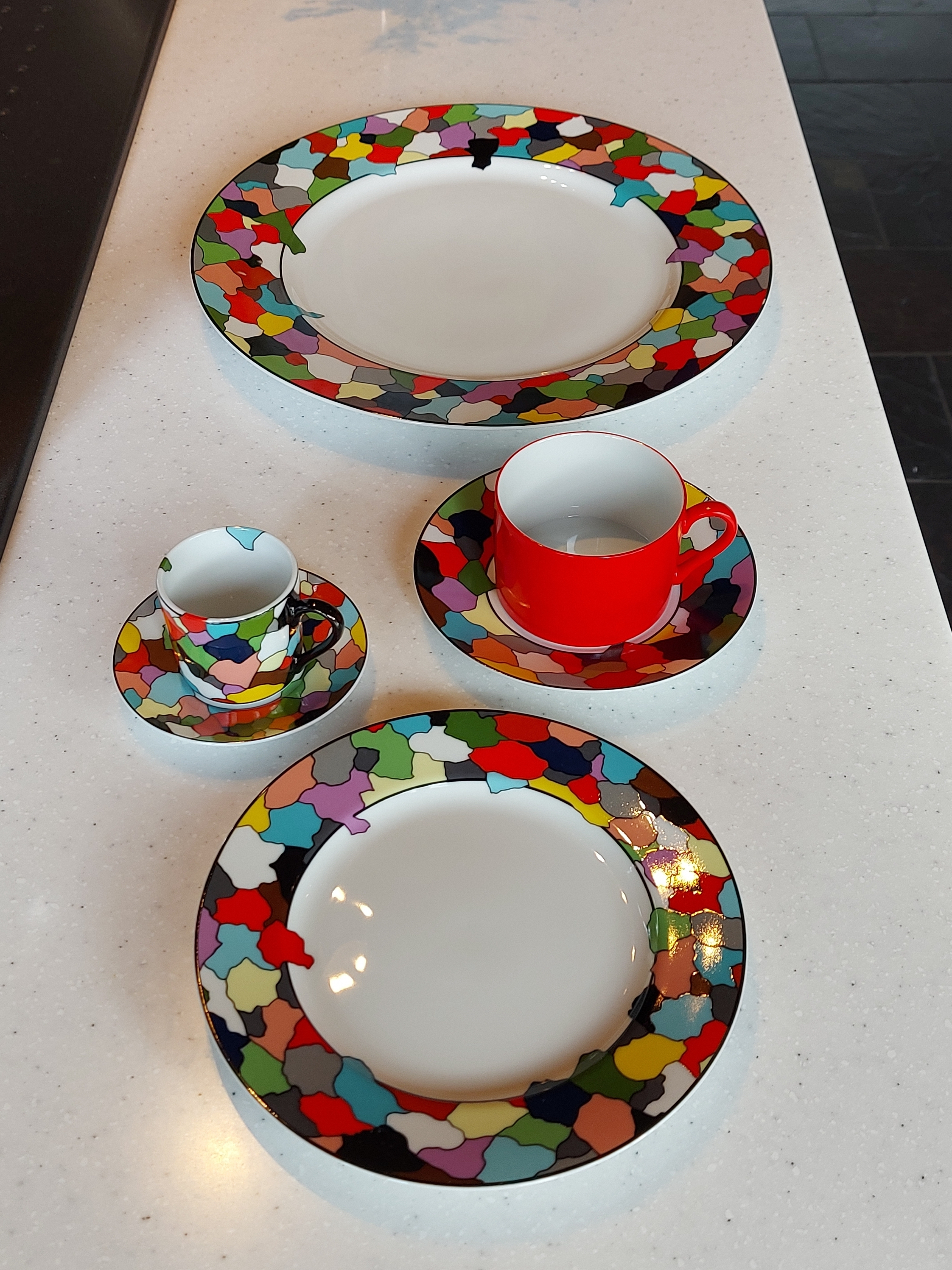
Kaffeeservice Taitù Dieci

Mit seinen Geschirrkollektionen aus Knochenporzellan, die er ab 1974 entwarf und ebenso unter dem Namen Taitù vertrieb, war Bergamin international erfolgreich. Er bot nun Porzellangeschirr nicht nur in Serien an, sondern auch als exklusive Einzelteile. Seine verschiedenen Kollektionen sollten so beliebig in Farbe und Dekor nach dem Prinzip des mix & match miteinander kombinierbar sein.
Bergamins Entwürfe, die sich an 14 Grundfarben orientieren, zeigen oftmals farbintensive Motive mit Blüten oder Pflanzen, andere sind themenbezogen wie zum Beispiel die Serien Noel (Weihnachten), Taitù Wild Spirit (mit Motiven wie Leoparden, Giraffen, Tiger und Zebras), Taitù Dieta Mediterranea (mit mediterranen Motiven) oder Taitù Fil Rouge Musica (mit musikalischen Motiven). Andere Kollektionen sind zweifarbig (Taitù Due mit weißen Tellerspiegeln und unifarbenen Fahnen) oder einfarbig (Taitù Uno, verfügbar in zahlreichen Farben) oder mit abstrakten Mustern mit Titeln wie Taitù Fil Rouge Nodi oder Dieci, Letztere mit weißen Tellerspiegeln und vielfarbigen Fahnen. Besonders stolz war Bergamin auf sein Porzellangeschirr in lebensmittelechter, von der Food and Drug Administration (FDA) zugelassener roter Farbe, die in der Porzellanherstellung als schwer realisierbar gilt. Zu der Farbe hätten ihn die roten Schuhe der kleinen Dorothy in dem Filmmusical Der Zauberer von Oz inspiriert.
Die Hoch-Zeit von Bergamins Kreationen lag in den 1980er und 1990er Jahren, einige von ihnen werden nach wie vor produziert (Stand 2022).

## Ausstellungen
- Eine von Bergamins frühen Arbeiten mit dem Titel Positivo & Negativo (später umbenannt in Night & Day) ist in der Dauerausstellung des Museum of Modern Art in New York City zu sehen.[5]
- Emilio Bergamin Retrospective, Bloomingdale’s, New York City 11. September – 16. Oktober 1984.[13] Für das Event wurden 18 Schaufenster von Prominenten mit Arbeiten Bergamins dekoriert.[5]
- Bergamin zeigte seine Arbeiten auf weiteren Ausstellungen unter anderem in Kanada, Japan, Spanien, Russland und Deutschland.[5]

## Trivia
Nancy Reagan hatte Gefallen an Bergamins rotem Geschirr gefunden. Bergamin schickte ihr ein ganzes Set zu, nicht wissend, dass das Weiße Haus in der Regel keine Geschenke annimmt. Zum Dank lud ihn daraufhin die First Lady zum Mittagessen nach Washington, D.C. ein, an dem auch Präsident Ronald Reagan teilnahm.
Weitere Begegnungen hatte Bergamin mit Papst Johannes Paul II. und der Kaiserin von Japan.